# Yí
|  | No s'ha de confondre amb yi. |

El Yí (en castellà, río Yí) és un riu de l'Uruguai ubicat majoritàriament al departament de Durazno. Neix a Cerro Chato, proper a la Cuchilla Grande amb una alçada de 200 a 300 metres. Rep molts afluents i la conca té una superfície de 12.600 km². És el principal afluent del costat esquerre del Río Negro. Fa de límit natural entre els departaments de Florida i Durazno, i entre aquest últim amb el de Flores fins a la seva desembocadura al Río Negro.

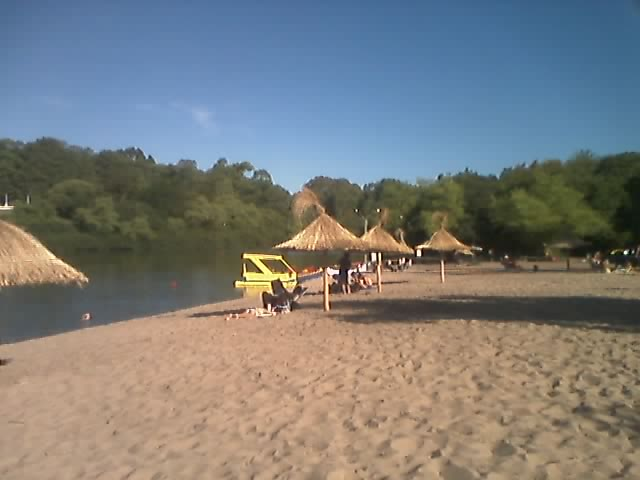
Platja El Sauzal, a Durazno.